# Cultura de Badari

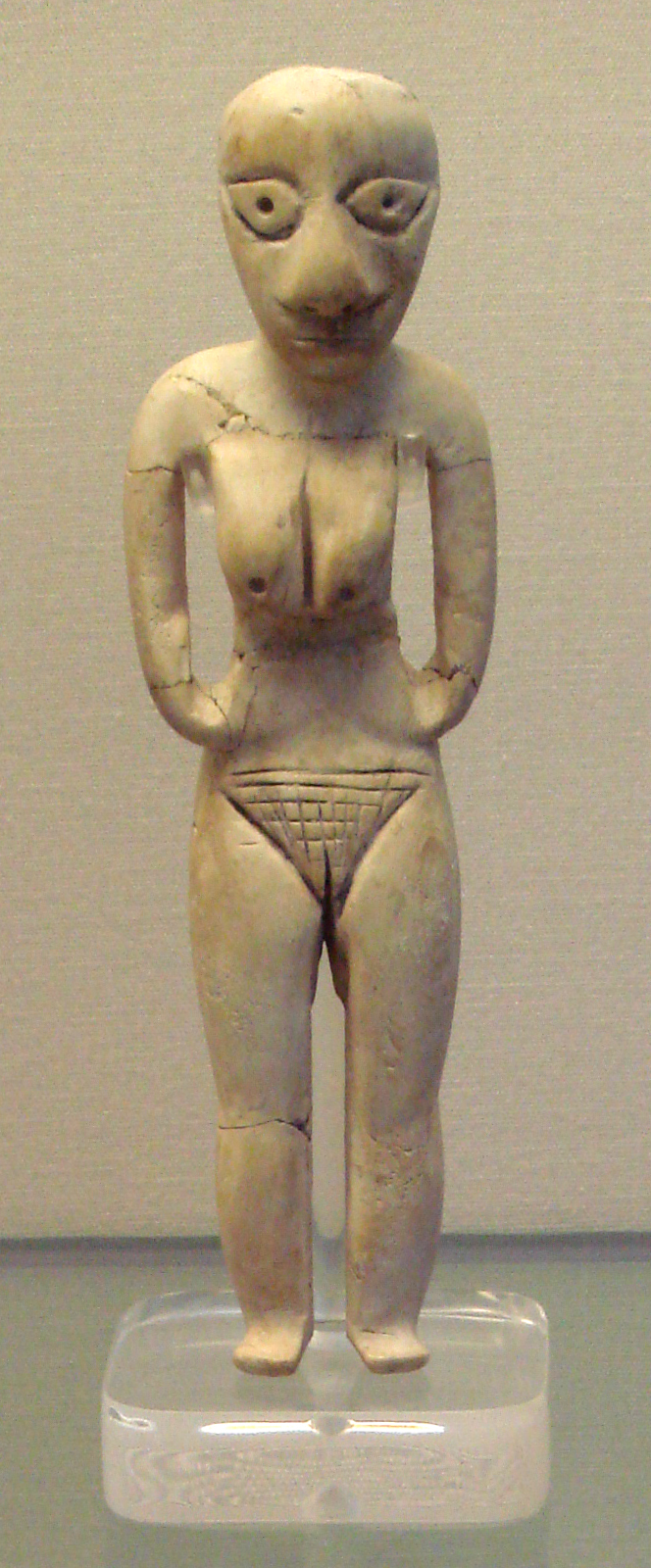
Figurinha badariana de uma mulher com características incisivas.

A 'Cultura de Badari desenvolveu-se entre 4400-4 000 a.C. (podendo ter existido desde 5 000 a.C.) em Badari, assim como em diversas localidades no Alto Egito e Deserto Oriental. Em seus sítios foram atestadas as primeiras evidências agrícolas do Alto Egito e esta cultura representou um avanço considerável: "Com esta cultura nós inesperadamente mergulhamos em linha reta dentro de um universo simbólico de riqueza incrível, refletindo uma sociedade cada vez mais estruturada e complexa, e esse processo foi  acelerado enormemente ao longo do milênio IV a.C., eventualmente contribuindo significativamente para o surgimento da 'Civilização Egípcia'".
Os sítios badarianos eram, em sua maioria, sazonais e são compostos por poços cobertos com lama ou forrados com cestas (possivelmente silos), cabanas (construídas com materiais leves), algumas lareiras e currais. Os cemitérios badarianos localizam-se longe das áreas férteis do Nilo e possivelmente constituem assentamentos anteriormente abandonados; são formados por covas ovais ou circulares rasas contendo, às vezes, uma esteira e uma almofada de palha ou pele embaixo dos mortos que muitas vezes foram revestidos com mantas feitas com pele ou tecido. Os corpos eram depositados contraídos para a esquerda com a cabeça para o sul e, por vezes, trajavam tangas; inumações múltiplas, inumações animais (bovinos, chacais, gazelas, ovinos e caprinos) e espólio tumular (cerâmica, artefatos líticos e crânios animais) são atestados. Estratificação social tem sido associada a desigualdade na distribuição de espólio entre os túmulos e na localização separada dentro do cemitério de túmulos mais ricos.

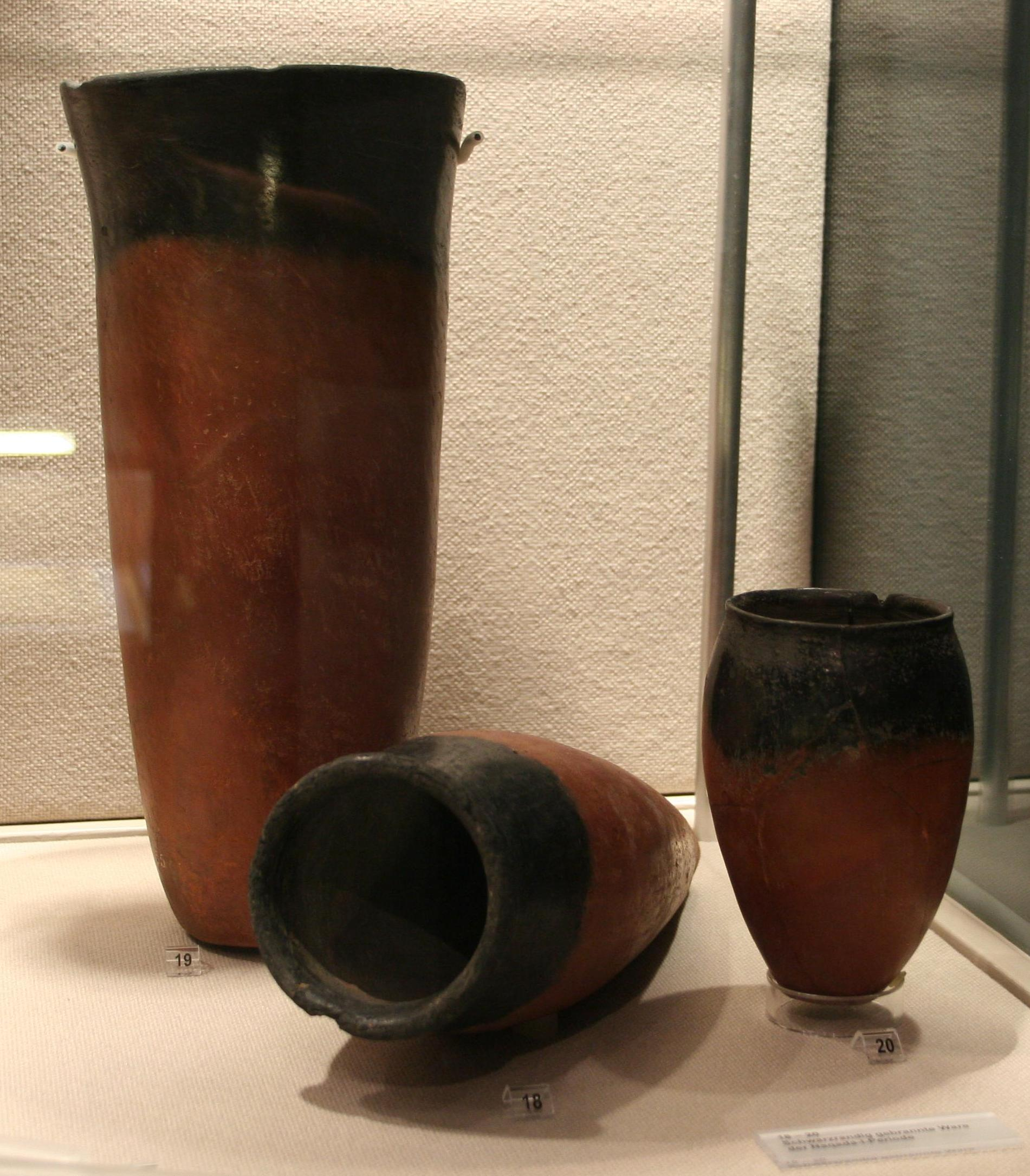
Cerâmica badariana.

A indústria lítica baseia-se em lâminas (raspadores, perfuradores) e bifaciais (machados, foices, pontas de flechas de base côncava) de sílex e quartzo; agulhas, alfinetes e furadores foram produzidos com ossos. A cerâmica badariana (taças e tigelas) era penteada (produzindo ondulações), polida, temperada (palha), ocasionalmente decorada (estilos florais) e tinha paredes finas e coloração vermelha ou marrom com parte superior preta. Marfim (pentes, grampos, pinos, contas, colheres, estatuetas), cobre (ferramentas, pinos), argila (estatuetas), malaquita (pigmento), pórfiro, grauvaque, ágata, olivina e ardósia (paletas), basalto (vasos), cornalina, jaspe e esteatita (contas), casca de ovo de avestruz (vasos), alabastro, brecha e calcário modelado foram empregados. A primeira faiança egípcia, assim como os primeiros exemplos de vidro a base de esteatita foram desenvolvidos.
Sua economia se baseava na agricultura (trigo, cevada, lentilhas e tubérculos) e pecuária (ovinos e caprinos), práticas complementadas pela caça (crocodilos) e pesca. Conchas, cobre, lápis-lazúli, turquesa, marfim e pórfiro encontrados atestam contato comercial com o sul, o Delta, Mar Vermelho, Palestina e possivelmente Sinai.

## A origem da Cultura Badariana
José Luis Escacena (arqueólogo da Universidade de Sevilha) apresentou dados arqueológicos do assentamento La Marismilla (na foz do antigo rio Guadalquivir) que considerou demonstrar que as cerâmicas e outros itens datados de 2000 a.C. eram muito semelhantes aos badarianos. E postulou uma origem comum para as culturas egípcia e ibérica, sugerindo que os povos do Saara emigraram para Ibéria e para o Vale do Nilo por causa da aridez crescente.